# Chrysosplenium maximowiczii
Chrysosplenium maximowiczii är en stenbräckeväxtart som beskrevs av Adrien René Franchet och Sav.. Chrysosplenium maximowiczii ingår i släktet gullpudror, och familjen stenbräckeväxter. Inga underarter finns listade i Catalogue of Life.